# Grevillea acanthifolia
Espèce
Classification phylogénétique
Grevillea acanthifolia  est une espèce de plantes à fleurs de la famille des Proteaceae. C'est un arbuste qui endémique de la Nouvelle-Galles du Sud en Australie.
Il peut mesurer jusqu'à 3 mètres de hauteur et a les feuilles divisées. Les fleurs disposées en « brosse à dents » ont un périanthe allant du vert au gris avec un style rose à marron et un stigmate vert. Elles apparaissent du milieu du printemps à la fin de l'été (d'octobre à février en Australie).
Le spécimen-type a été recueilli par le botaniste Allan Cunningham qui a accompagné John Oxley lors de son expédition de 1817. Cunningham a constaté que l'espèce croissait dans "les marais tourbeux des Blue Mountains et sur les bords de la Cox's River». Il a décrit l'espèce en 1825.

## Sous-espèces
On en distingue trois sous-espèces:
- Grevillea acanthifolia subsp. acanthifolia A. Cunn.
- Grevillea acanthifolia subsp. paludosa Makinson & Albr.
- Grevillea acanthifolia subsp. stenomera (F. Muell. ex Benth.) McGill.